# In the Raw
Albums de Tarja Turunen
From Spirits and Ghosts (Score for a Dark Christmas)
(2017)
Singles
1. Dead Promises
Sortie : 3 mai 2019[1]
2. Railroads
Sortie : 21 juin 2019[2]
3. Tears in Rain
Sortie : 9 août 2019[3]
4. You and I
Sortie : 13 décembre 2019[4]

In the Raw est le huitième album studio de la chanteuse finlandaise Tarja Turunen et est sortie le 30 août 2019,. La chanteuse décrit l'album comme très personnel et peut être traduit en français par « à l'état brut ».
Sûr In the Raw Tarja Turunen invite de nombreux artistes à collaborer avec elle. On peut retrouver Björn Strid de Soilwork sur le titre Dead Promises, Tommy Karevik de Kamelot sur Silent Masquerade et Cristina Scabbia de Lacuna Coil dans le morceau Goodbye Stranger.
Le 12 septembre 2019, Turunen lance le Raw Tour pour promouvoir son nouvel opus. Une grande partie des dates sont reportées à cause de la pandémie de Covid-19.

## Réception
In the Raw est largement acclamé par les fans de heavy metal et les critiques musicaux en général, comme l'a écrit Gary Hernandez de Metal Temple : « In the Raw nous rappelle à quel point le metal symphonique peut être bon : des performances vocales exécutées à la perfection, un songwriting polyvalent, des arrangements réfléchis, des musiciens talentueux ».

## Liste des pistes
| 1.    | Dead Promises (avec Björn Strid)                   | 5:50 |
| 2.    | Goodbye Stranger (avec Cristina Scabbia)           | 5:12 |
| 3.    | Tears in Rain                                      | 4:28 |
| 4.    | Railroads                                          | 4:00 |
| 5.    | You and I                                          | 4:07 |
| 6.    | The Golden Chamber (Awaken - Loputon Yo - Alchemy) | 7:05 |
| 7.    | Spirits of the Sea                                 | 6:56 |
| 8.    | Silent Masquerade (avec Tommy Karevik)             | 7:32 |
| 9.    | Serene                                             | 4:42 |
| 10.   | Shadow Play                                        | 7:22 |
| 57:18 |                                                    |      |

| Extra Raw (Box Set Edition Bonus CD) | Extra Raw (Box Set Edition Bonus CD)          | Extra Raw (Box Set Edition Bonus CD) | Extra Raw (Box Set Edition Bonus CD) | Extra Raw (Box Set Edition Bonus CD) | Extra Raw (Box Set Edition Bonus CD) | Extra Raw (Box Set Edition Bonus CD) | Extra Raw (Box Set Edition Bonus CD) | Extra Raw (Box Set Edition Bonus CD) | Extra Raw (Box Set Edition Bonus CD) |
| No                                   | Titre                                         | Durée                                |                                      |                                      |                                      |                                      |                                      |                                      |                                      |
| ------------------------------------ | --------------------------------------------- | ------------------------------------ | ------------------------------------ | ------------------------------------ | ------------------------------------ | ------------------------------------ | ------------------------------------ | ------------------------------------ | ------------------------------------ |
| 1.                                   | Dead Promises (Single Version)                | 5:52                                 |                                      |                                      |                                      |                                      |                                      |                                      |                                      |
| 2.                                   | Spirits of the Sea (Carlinhos Percussion Mix) | 7:00                                 |                                      |                                      |                                      |                                      |                                      |                                      |                                      |
| 3.                                   | Railroads (Demo)                              | 3:55                                 |                                      |                                      |                                      |                                      |                                      |                                      |                                      |
| 4.                                   | Goodbye Stranger (Solo Version)               | 5:11                                 |                                      |                                      |                                      |                                      |                                      |                                      |                                      |
| 5.                                   | You and I (Band Version)                      | 4:09                                 |                                      |                                      |                                      |                                      |                                      |                                      |                                      |
| 6.                                   | Spirits of the Sea (Bartly's Water Remix)     | 7:01                                 |                                      |                                      |                                      |                                      |                                      |                                      |                                      |
| 7.                                   | Silent Masquerade (Solo Version)              | 7:23                                 |                                      |                                      |                                      |                                      |                                      |                                      |                                      |
| 40:40                                |                                               |                                      |                                      |                                      |                                      |                                      |                                      |                                      |                                      |

## Crédits

### Musiciens
- Tarja Turunen – chant, piano, directrice artistique
- Alex Scholpp – guitare, basse, chant, programmation batterie
- Christian Kretschmar – clavier
- Kevin Chown – basse

### Musiciens de sessions
- Björn Strid - chant
- Cristina Scabbia - chant
- Tommy Karevik - chant
- Tim Palmer - guitare, clavier, percussion, narration et mixage
- Timm Schreiner – batterie
- Julián Barrett – guitares, programmation batterie, co-production sur les titre 8 et 10, enregistrement
- Bart Hendrickson – clavier, programmation, programmation batterie
- Doug Wimbish – basse
- Peter Barrett – basse
- Anders Wollbeck – clavier, programmation
- Johnny Andrews – clavier, co-production sur le titre 3
- Erik Nyholm – clavier
- James Dooley – clavier, programmation
- Carlinhos Brown - percussion
- Thiago Pugas – percussion